# 舍诺沃
舍诺沃（法語：Chenôve，法語發音：[ʃənov]），法国东部城市，勃艮第-弗朗什-孔泰大区科多尔省的一个市镇，隶属于第戎区，其市镇面积为7.4平方公里，2022年1月1日时人口数量为14,299人，在法国城市中排名第685位。
舍诺沃位于科多尔省东部，省会第戎市区以南，是第戎的一个卫星城，20世纪中后期被开辟为居民区，第戎有轨电车T2线经过境内。

## 地名
“舍诺沃”一名来源于古法语单词“Chenave”，意为“火麻”，历史上舍诺沃附近区域曾有种植。
该地在部分地图中的名称为“尚奥夫”，此名称为地图从Wikidata上抓取的中文维基早期机翻误译，而“舍诺沃”一名则贴合法文名实际发音，符合法汉译音规则和法语地名译名习惯。

## 历史
舍诺沃的起源尚不清楚。中世纪时，舍诺沃为第戎圣贝尼涅修道院的一处领地。法国大革命后，舍诺沃成为科多尔省的一个市镇。直至20世纪20年代，舍诺沃尚为一个人口不到千人的农业聚落。20世纪末，随着第戎的城市扩张，舍诺沃境内出现了大片的现代居民区，人口数量快速增加。

## 地理

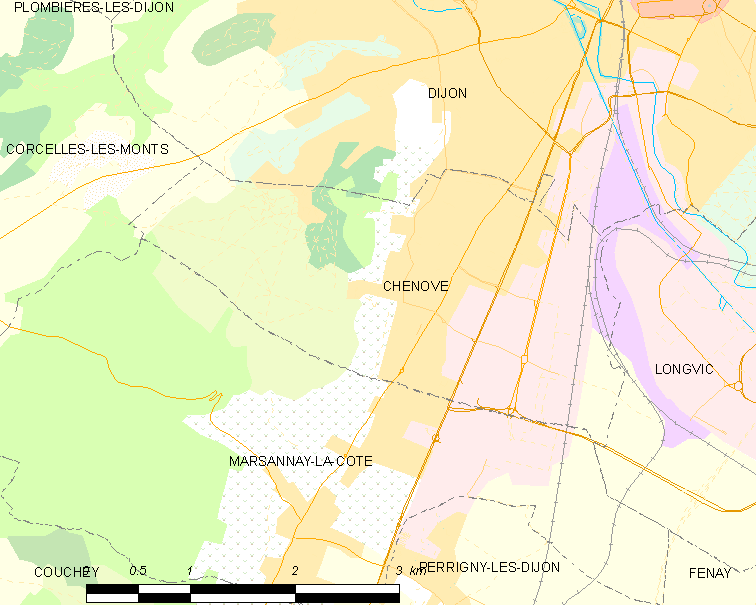
舍诺沃市镇范围地图

舍诺沃位于法国东部，勃艮第-弗朗什-孔泰大区中部和科多尔省东部，距离省会第戎大约3公里。与舍诺沃接壤的市镇包括：第戎、马尔萨奈拉科特、科尔塞勒莱蒙、隆维。

### 地形
舍诺沃位于科多尔高原东侧的一处山麓前方，境内西部为舍诺沃山（Plateau de Chenôve），市镇中心地势较为平坦，全境海拔在238到392米之间。

### 水文
舍诺沃属于罗讷河流域，境内无大型地表径流。

### 植被
舍诺沃属于温带阔叶混交林区，林地主要分布于市区西侧的舍诺沃山区。
在鲜花城市的评比中，舍诺沃被评为3星级鲜花城市。

### 气候
舍诺沃在柯本气候分类法中属于温带海洋性气候，因距离海岸线相对较远，故当地气候又有一定的大陆性特征。

## 行政区划
舍诺沃是法国勃艮第-弗朗什-孔泰大区科多尔省的一个市镇，编号为21166。舍诺沃隶属于第戎区和科多尔省第三选区，管理舍诺沃县，同时也是第戎都会区的办公驻地。
法国国家统计与经济研究所（简称）在进行数据统计时，将舍诺沃及相邻的另外14个市镇设为第戎城市核心区，并将包括核心区在内的周边共290个市镇划为第戎城市区。自2020年起，第戎城市区被包含333个市镇的第戎城市辐射区代替。此外，还将舍诺沃市镇分为了9个“块区”（IRIS），以便于统计人口分布情况。

## 交通

### 公路
科多尔省省道D122线、D123线和D974线在舍诺沃境内交汇，当地大部分街道为城市化道路，配有照明、排水等设施。
2017年，65.9%的舍诺沃家庭拥有至少一辆私人汽车。2019年，舍诺沃境内共发生各类交通事故3起，造成9人受伤。

### 铁路
巴黎－马赛铁路经过舍诺沃市区东部，并设有一处编组站。距离舍诺沃最近的铁路车站为第戎城站。

### 航空
距离舍诺沃最近的民用航空站为多勒机场，距离舍诺沃市中心的公路里程约54公里。

### 城市公共交通
舍诺沃是第戎城市公共交通（商业名称为）的覆盖范围，后者是第戎都会区的城市公共交通系统。截至2021年5月，该系统共包括2条有轨电车线路和数十条公交线路，其中有轨电车T2线、公交4路、14路、15路和42路经过舍诺沃市区。

## 政治

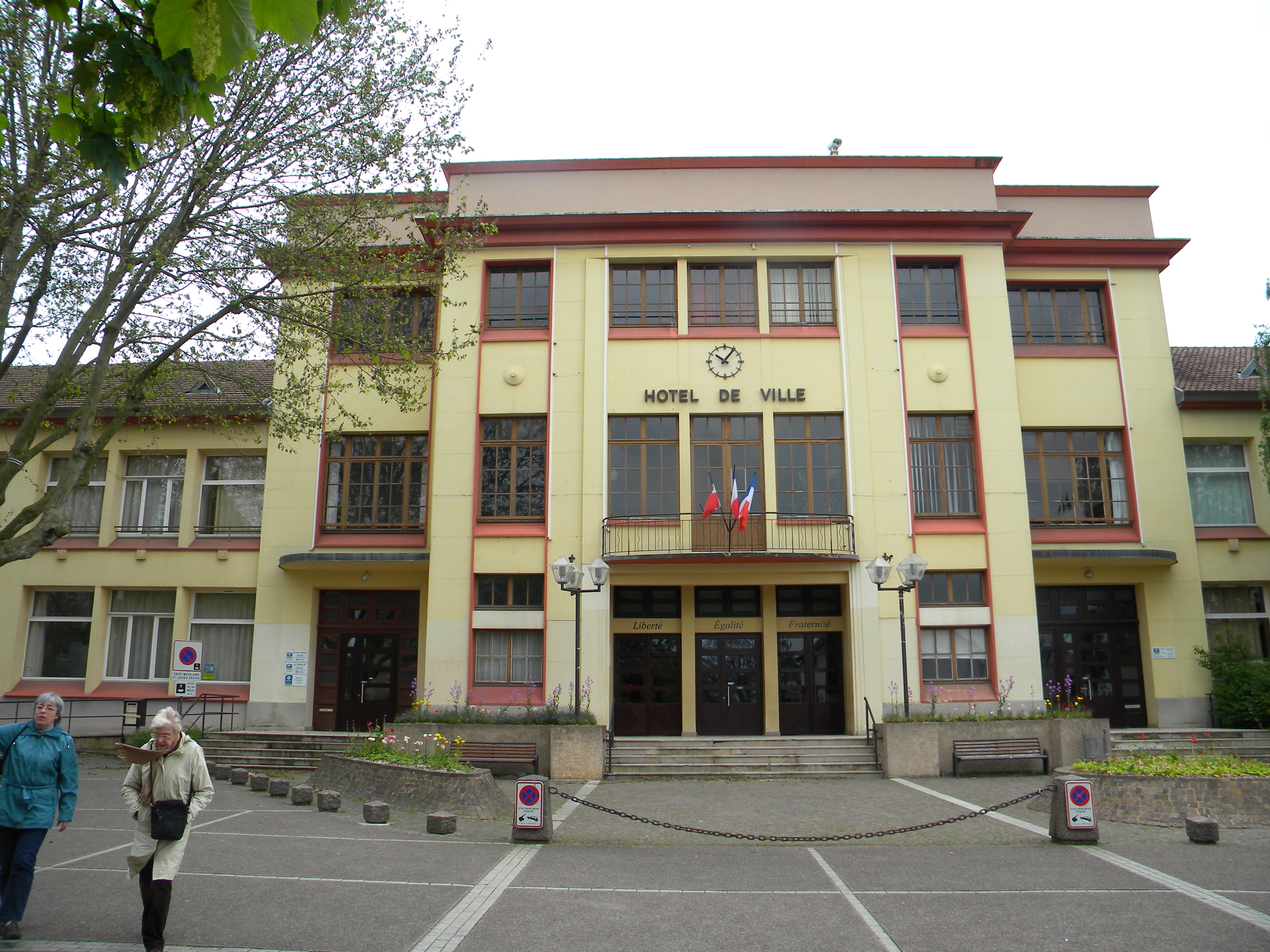
舍诺沃市政厅

舍诺沃的现任市长为蒂埃里·法尔科内先生（Thierry Falconnet），他是社会党的一名成员，在2020年的市政选举中获得了66.25%的支持率。
在2017年的法国总统大选中，法国第25任总统埃马纽埃尔·马克龙在舍诺沃获得了72.86%的支持率。

## 人口
2018年，舍诺沃市镇人口数量为14,216，在法国排名第685位。其中男性6,429人，女性7,481人，75岁及以上人口占9.2%，外籍人口数量为3,035人，人口密度为1,916人/平方公里，当地居民被称为（男性）或（女性）。2019年，舍诺沃境内出生183人，死亡人口121人。
| 年份   | 1936  | 1946  | 1954  | 1962  | 1968   | 1975   | 1982   | 1990   | 1999   | 2006   | 2011   | 2016   | 2018   |
| ------ | ----- | ----- | ----- | ----- | ------ | ------ | ------ | ------ | ------ | ------ | ------ | ------ | ------ |
| 人口數 | 2,504 | 2,763 | 3,829 | 5,517 | 17,155 | 21,448 | 19,389 | 17,721 | 16,257 | 14,921 | 14,014 | 13,802 | 14,216 |

## 经济
舍诺沃是第戎的一个卫星城，当地共有各类用人单位1,868家，平均历史为15年，其中93.56%为中小型企业（PME）。（建材）、（建材）及（汽车配件销售）是当地2019年营业额最高的三个企业，分别为205,605,607欧元、90,554,470欧元和70,011,592欧元。

## 财政收入
2019年，舍诺沃的财政收入总额为24,584,500欧元，财政支出总额为22,778,900欧元，当年的债务总额为9,352,640欧元。2020年，舍诺沃共获得4,811,862欧元的国家财政补助，比上一年增加了0.01%。
2017年，舍诺沃的人均月收入总额为1,851欧元，其中高级职员为3,181欧元，低于法国平均水平（4,214欧元）；中级职员为2,177欧元，低于法国平均水平（2,353欧元）；普通职员为1,607欧元，亦低于法国平均水平（1,690欧元）。
2017年，舍诺沃境内的青壮年（15至64岁）失业率为19.4%，当地40.6%的家庭拥有纳税资格，平均纳税1,844欧元，低于法国平均水平（3,888欧元）。

## 社会事务

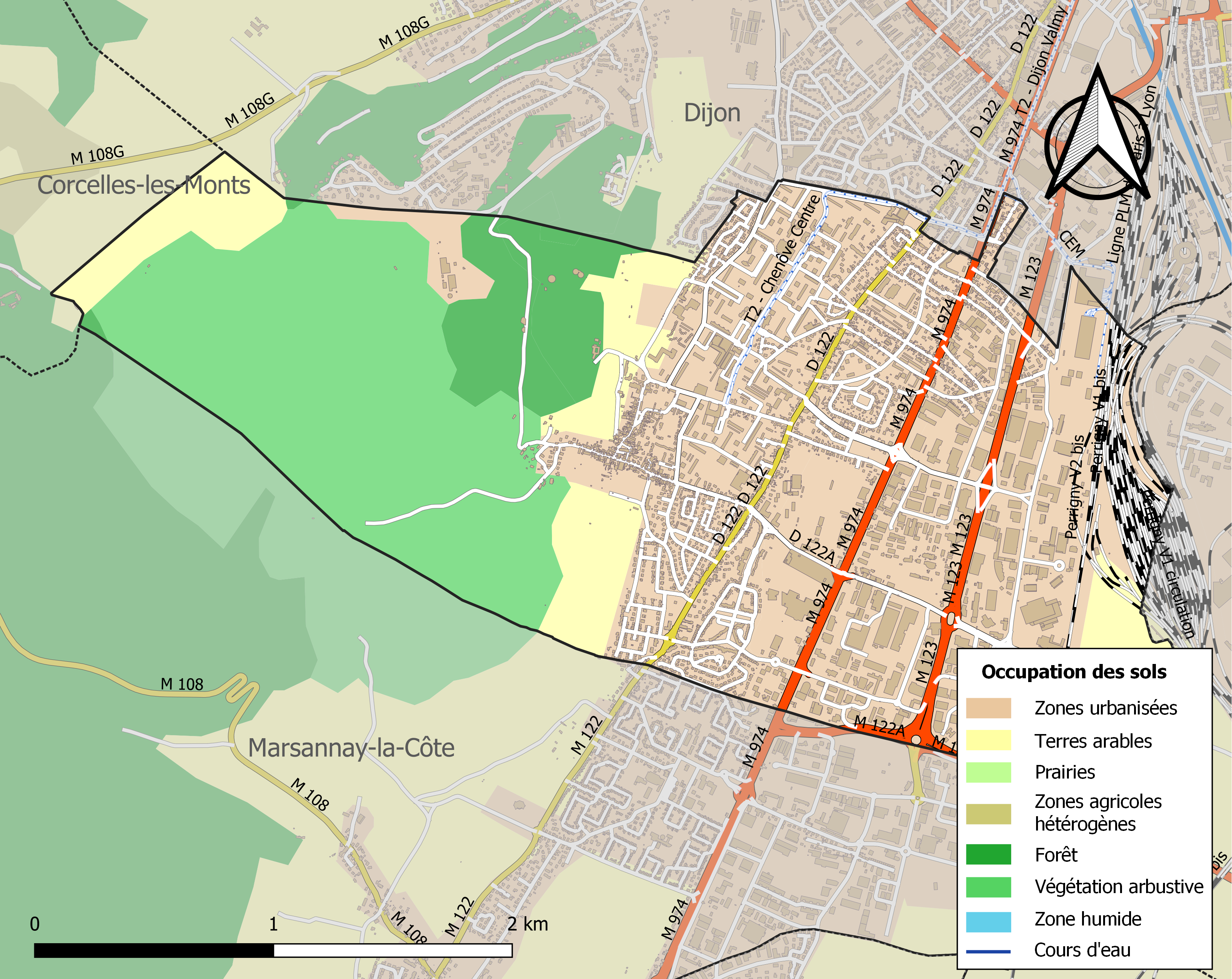
舍诺沃土地利用情况地图

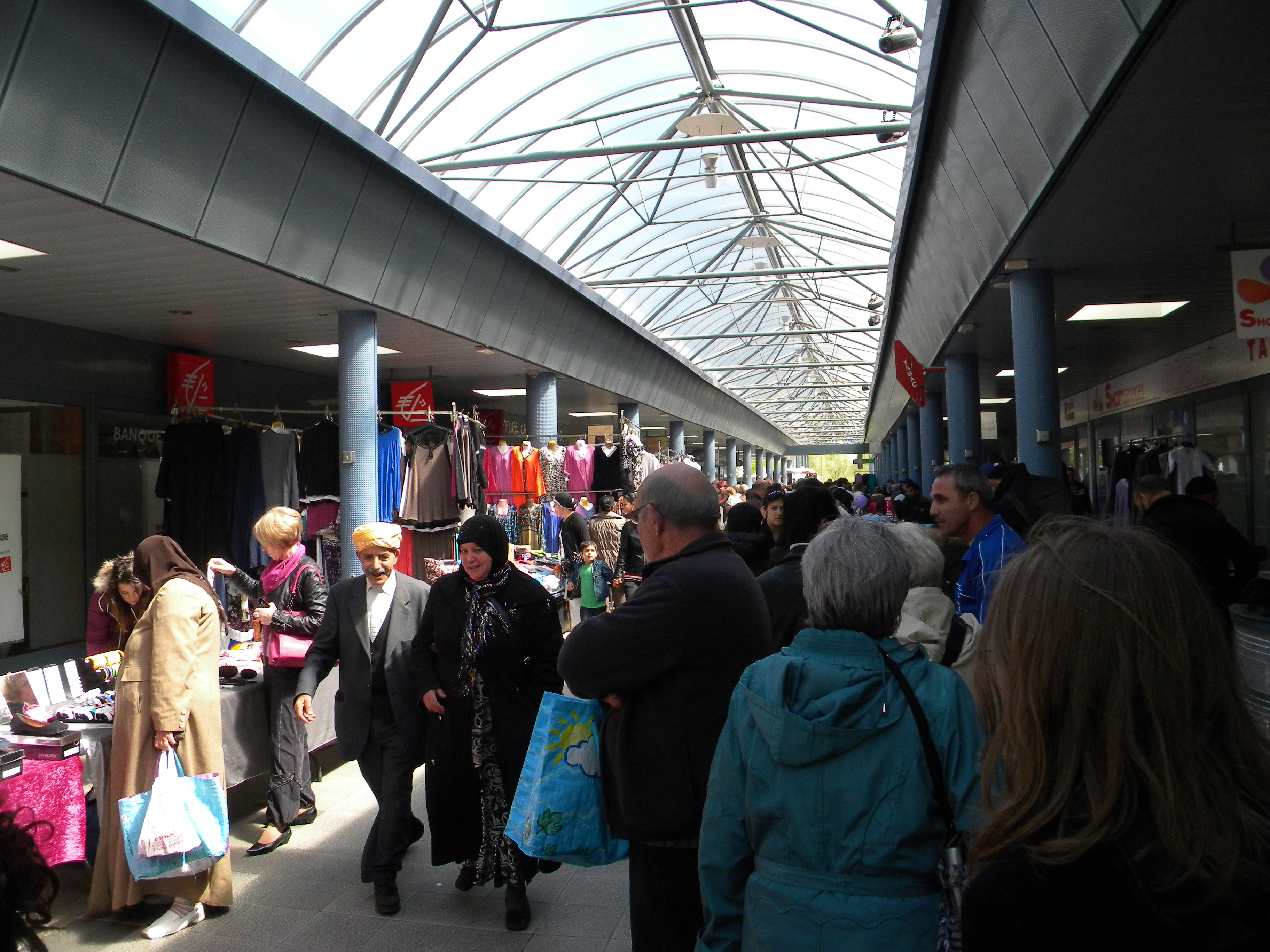
舍诺沃的一处室内集市

### 教育
舍诺沃属于第戎学区。截止2019年1月1日，舍诺沃境内共有6所幼儿园、7所小学、2所初级中学和1所职业高中。2018至2019学年度，舍诺沃境内共有在校中等教育阶段学生473名。

### 医疗
截止2019年1月1日，舍诺沃境内共有全科医生49名、保健师22名、牙医6名、护士27名、耳科医生0名、眼科医生1名、皮肤科医生1名、助产士4名、儿科医生2名和妇科医生1名。境内共有药房9家、养老院1家、残疾人帮扶中心4家。
舍诺沃距离第戎大学中心医院的正常车程在20分钟以内。

### 住房
2017年，舍诺沃境内共有各类住房6,736套，其中25.7%为独立式居民区，73.4%为集中式居民区。常住房屋占舍诺沃市镇范围内居民建筑总量的92%。
在住房保障政策方面，2017年，舍诺沃境内共有2,091户家庭获得了住房经济补助，受益人数占总人口数量的15%，其中1,958份为房租补助。

### 商业
2019年，舍诺沃境内共有各类实体商铺369家，其中餐厅40家、大型超市11家、杂货店4家、面包房11家、肉铺2家、书店4家、装饰品店4家、银行门店11家、美容美发店17家、汽车维修店33家。市区东部为“南部之门商业中心”（CC Les Portes Du Sud）。

### 体育
2019年，舍诺沃境内共有1家游泳池、5间体育馆、2座综合体育场、12处网球场、3处足球或橄榄球场以及3处篮球或排球场。
截至2021年5月，舍诺沃境内共有两家注册足球俱乐部。

### 环境
舍诺沃的环境事务由其所属的公共社区负责。2019年，舍诺沃境内共有2家污染企业。

### 治安
2014年，舍诺沃及附近地区共发生各类案件11,481起，其中盗窃类案件7,464起，经济类案件1,094起，毒品交易类案件417起。

## 文化

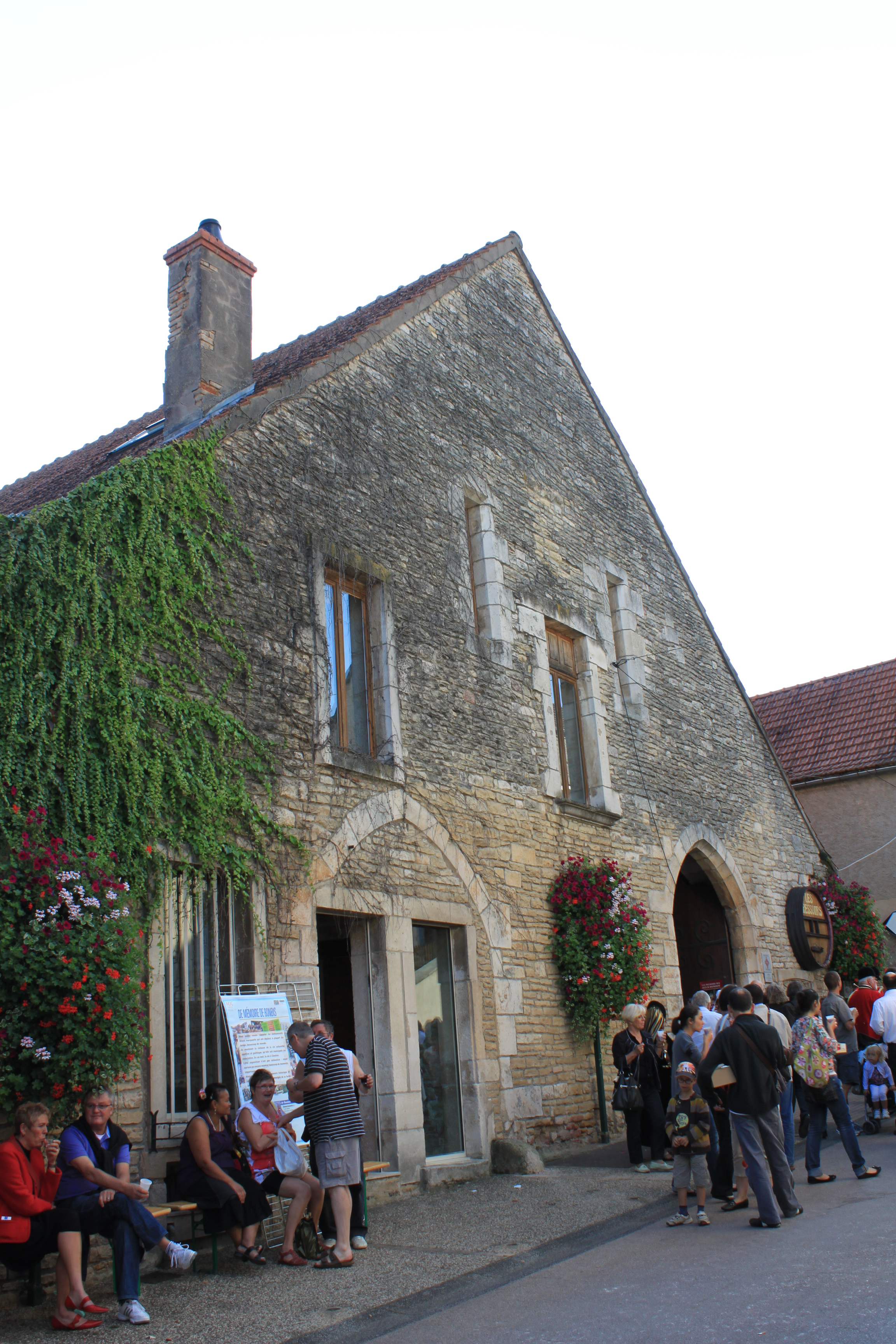
勃艮第公爵大磨坊

2019年，舍诺沃境内共有1家剧场和1家音乐厅。舍诺沃市政府提供多媒体中心，向公众全年开放。

### 建筑
舍诺沃境内有多处历史建筑，其中勃艮第公爵大磨坊为法国国家文物保护单位，舍诺沃圣纳泽尔教堂是当地的代表性建筑物。

### 旅游
舍诺沃的旅游事务由其所属的公共社区负责。2020年，舍诺沃境内共有4家酒店共计216间房间。

### 媒体
法国主要的媒体均可在舍诺沃接收，法国电视三台下属的勃艮第-弗朗什-孔泰大区频道在部分时段播出舍诺沃所属区域的地方新闻。

## 相关人物
企业家、Mt. Gox创建者馬克·卡佩勒斯出生于舍诺沃。

## 友好城市
截至2021年5月，舍诺沃共与一座城市互为友好城市关系：
- 德国 林布格霍夫